# Новогвінейський папуга
Новогвінейський папуга (Psittaculirostris) — рід папугоподібних птахів родини Psittaculidae. Представники цього роду мешкають на Новій Гвінеї та на сусідніх островах. Є систематично близькими до роду Новогвінейський папужка (Cyclopsitta).

## Опис
Новогвінейські папуги досягають довжини 18–19 см і ваги 105–126 г. Їхнє забарвлення переважно зелене. Голови новогвінейських папуг яскраві, в їх забарвленні поєднуються жовті, помаранчеві, сині, бірюзові та чорні кольори. Новогвінейські папуги досить моторні і швидкі. Вони живляться плодами фікусів та іншими фруктами, а також нектаром.

## Види
Виділяють три види:
- Папуга клинохвостий (Psittaculirostris desmarestii)
- Папуга червоногорлий (Psittaculirostris edwardsii)
- Папуга гильвінський (Psittaculirostris salvadorii)

## Етимологія
Наукова назва роду Psittaculirostris походить від сполучення наукової назви роду Афро-азійський папуга (Psittacula) і слова лат. rostris — дзьоб.